# Infrardeče valovanje
Ínfrardéče sévanje označuje elektromagnetno valovanje z valovnimi dolžinami, daljšimi od valovnih dolžin vidne svetlobe, a krajšimi od mikrovalovnega valovanja. Latinska predpona infra- pomeni »pod-« označuje, da je frekvenca infrardečega valovanja pod frekvenco rdeče svetlobe, ta pa ima v spektru vidne svetlobe najnižjo frekvenco. Območje valovnih dolžin infrardečega valovanja sega prek treh velikostnih redov – od 700 nm do 1 mm.

## Definicija in položaj v spektru elektromagnetnega valovanja
Infrardeče valovanje se razprostira od roba redečega vidnega spektra od 700 nanometers (nm) do 1 mm. To območje valovne dolžine ustreza frekvenčnem območju od približno 430 THz do 300 GHz. Pod infrardečim valovanjem se nahaja mikrovalovni del spektra elektromagnetnega valovanja.
| Primerjava svetlob |                   |                   |                      |
| Ime                | Valovna dolžina   | Frekvenca (Hz)    | Energija fotona (eV) |
| Žarek gama         | manj kot 0,01 nm  | več kot 30 EHz    | 124 keV – 300+ GeV   |
| Žarki X            | 0,01 nm – 10 nm   | 30 EHz – 30 PHz   | 124 eV – 124 keV     |
| Ultravijolična     | 10 nm – 380 nm    | 30 PHz – 790 THz  | 3,3 eV – 124 eV      |
| Vidna              | 380 nm–700 nm     | 790 THz – 430 THz | 1,7 eV – 3,3 eV      |
| Infrardeča         | 700 nm – 1 mm     | 430 THz – 300 GHz | 1,24 meV – 1,7 eV    |
| Mikrovalovi        | 1 mm – 1 meter    | 300 GHz – 300 MHz | 1,7 eV – 1,24 meV    |
| Radio              | 1 mm – 100,000 km | 300 GHz – 3 Hz    | 12,4 feV – 1,24 meV  |

## Podpodročja infrardečega spektra
Spekter infrardeče svetlobe navadno razdelimo na naslednja področja:
| Ime območja                                          | Okrajšava                                                                   | Valovna dolžina | Frekvenca   | Energija fotona | Značilnosti |
| Bližnje infrardeče (near-infrared)                   | NIR, IR-A DIN                                                               | 0,75–1,4 µm     | 214-400 THz | 886-1653 meV    | Določeno je z absorpcijo v vodi, zaradi majhnih izgub v silicijevem steklu (SiO2) se to območje pogosto uporablja za telekomunikacije (optična vlakna). |
| Kratkovalovno infrardeče (short-wavelength infrared) | SWIR, IR-B DIN                                                              | 1,4-3 µm        | 100-214 THz | 413-886 meV     | Absorpcija v vodi nad 1450 nm naglo naraste. |
| Srednjevalovno infrardeče (mid-wavelength infrared)  | MWIR, IR-C DIN; MidIR. Včasih ga imenujejo tudi intermediate infrared (IIR) | 3–8 µm          | 37-100 THz  | 155–413 meV     | |
| Dolgovalovno infrardeče (long-wavelength infrared)   | LWIR, IR-C DIN                                                              | 8–15 µm         | 20-37 THz   | 83–155 meV      | |
| Daljno infrardeče (far-infrared)                     | FIR                                                                         | 15–1,000 µm     | 0,3-20 THz  | 1,2–83 meV      | |

## Zemlja kot oddajnik infrardečega sevanja
Površje Zemlje absorbira vidno Sončevo sevanje in ponovno odda velik del energije v obliki infrardečega sevanja nazaj v atmosfero. Nekateri plini v atmosferi, večinoma vodna para, pa tudi ogljikov dioksid, metan, dušikov oksid, žveplov heksafluorid in klorofluoroogljiki, absorbirajo infrardeče sevanje, in ga ponovno sevajo v vseh smereh, tudi nazaj na Zemljo. To je tudi razlog, da sta zaradi učinka tople grede ozračje in površina Zemlje veliko toplejša kot bi bila, če v ozračju ne bi bilo absorbentov infrardečega sevanja.

## Uporaba

### Nočno gledanje
Infrardeča svetloba se uporablja v opremi za nočno gledanje, ko je premalo vidne svetlobe, da bi predmet lahko videli. Oprema zazna sevanje in ga pretvori v sliko, na kateri se toplejši predmeti vidijo svetlejše, kar omogoča policiji in vojski, da tudi v temi vidijo pomembnejše objekte, kot so na primer ljudje ali avtomobili. Dim prepušča več infrardeče kot vidne svetlobe, zato lahko gasilci uporabljajo infrardečo opremo pri delu v zadimljenih področjih.

### Slika
Pri infrardeči fotografiji se uporabljajo infrardeči filtri, ki zajamejo samo svetlobo v infrardečem spektru. Digitalni fotoaparati velikokrat uporabljajo filtre, ki blokirajo infrardečo svetlobo. Cenejši digitalni fotoaparati, ki ne vsebujejo takšnih filtrov, lahko zajamejo infrardečo svetlobo, ki se na sliki vidi kot svetlo bela barva. To je posebno opazno pri slikanju stvari blizu svetlih področij (na primer zraven luči), kjer lahko interferenca infrardeče svetloba poškoduje barve na sliki.

### Termografija
Infrardeče sevanje se lahko uporablja za oddaljeno določanje temperature objektov, kar se imenuje termografija, ali v primeru zelo visokih temperatur, pirometrija. Termografija se primarno uporablja v vojaške in industrijske namene, vendar se v obliki infrardečih kamer, zaradi zmanjšanja stroškov izdelave, na trgu pojavlja tudi v nekaterih avtomobilih.

### Segrevanje
Infrardeče sevanje se uporablja v infrardeči savni za segrevanje uporabnikov ali za odstranjevanje ledu s kril letala. Lahko se uporablja tudi za ogrevanje prostorov s pomočjo IR grelnih panelov. Ir toplota je prijazna do okolja in do zdravja ljudi in živali.

### Telekomunikacije
Infrardeči prenos podatkov se uporablja v telekomunikacijah v prostozračnih ali vrvičnih optičnih zvezah. Na kratke razdalje se uporablja med računalniškimi napravami in osebnimi organizatorji. Te naprave običajno delujejo po standardu, ki ga je izdalo združenje IrDA (Infrared Data Association). Daljinski upravljavci in IrDA naprave uporabljajo infrardeče svetleče diode za oddajanje infrardečega sevanja, ki ga leča fokusira v ozek žarek. Žarek je moduliran, tako da lahko prenaša podatke. Sprejemnik uporablja silicijevo fotodiodo za pretvarjanje infrardečega sevanja v električni tok. Odziva se le na hitro pulziranje signala, ki ga ustvari oddajnik in se ne odziva na počasi spreminjajoče se infrardeče sevanje okoliške svetlobe. Infrardeča komunikacija je uporabna v zaprtih prostorih in področjih z visoko populacijo, saj infrardeče sevanje ne prodira skozi zidove in ne povzroča interference z napravami v drugih prostorih.
Infrardeči laserji ustvarjajo svetlobo za prenos podatkov preko optičnih vlaken. Infrardeča svetloba z valovno dolžino okoli 1310 nm (najmanjša disperzija) ali 1550 nm (najmanjše slabljenje) je najboljša izbira za standardna optična vlakna iz kremenovega stekla.

### Spektroskopija
Spektroskopija z infrardečim sevanjem (infrardeča spektroskopija) je raziskovanje sestave (navadno) organskih spojin, ugotavljanje strukture in sestave spojine glede na odstotek prepuščanja infrardeče svetlobe skozi vzorec. Različne molekulske vezi znotraj vzorca absorbirajo različne frekvence.

## Zgodovina
Odkritje infrardečega sevanja pogosto pripisujemo Williamu Herschelu, astronomu iz 19. stoletja. Herschel je uporabil prizmo za lom svetlobe s sonca in zaznal infrardečo svetlobo za rdečim delom spektra, ko se je dvignila temperatura na termometru.